# Oenothera magallanica
Oenothera magallanica là một loài thực vật có hoa trong họ Anh thảo chiều. Loài này được Phil. mô tả khoa học đầu tiên năm 1894.